# The Martyrdom of St Magnus

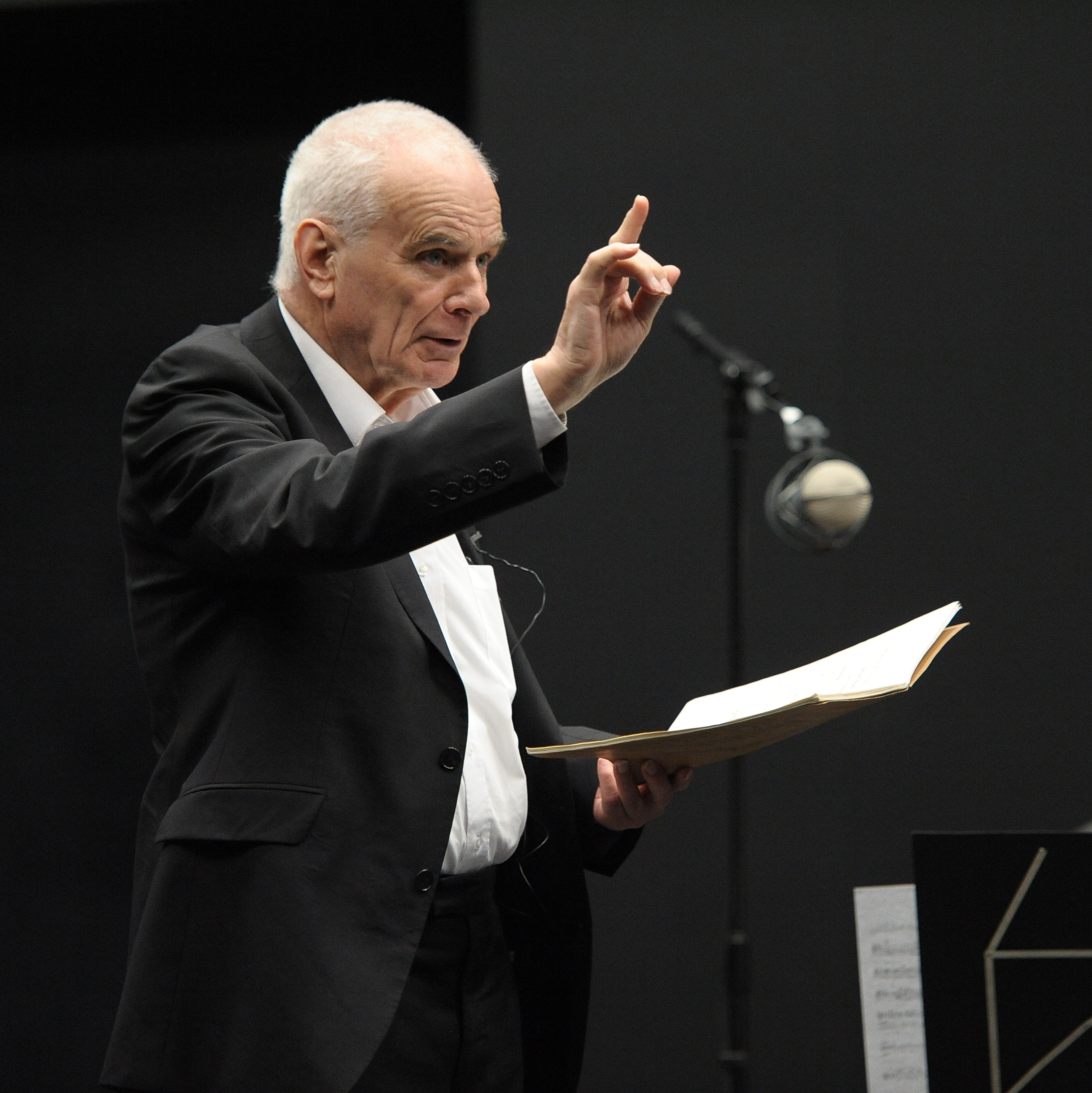
Peter Maxwell Davies

The Martyrdom of St Magnus (El martirio de San Magno) es una ópera de cámara en un acto y nueve escenas con música de Peter Maxwell Davies y libreto del propio Davies, basado en la novela Magnus de George Mackay Brown. Se estrenó en la Catedral de San Magno, Kirkwall, Orkney el 18 de junio de 1977.

## Personajes
| Personaje                                 | Tesitura     | Reparto del estreno, 18 de junio de 1977 (Director: Peter Maxwell Davies) |
| ----------------------------------------- | ------------ | ------------------------------------------------------------------------- |
| Conde Magnus/Prisionero                   | tenor        | Neil Mackie                                                               |
| Heraldo noruego/Litolf/Guardián del telar | barítono     | Brian Rayner Cook                                                         |
| Heraldo galés/Tentador                    | barítono     | Michael Rippon                                                            |
| Conde Hakon/Oficial                       | bajo         | Jan Comboy                                                                |
| María la ciega                            | mezzosoprano | Mary Thomas                                                               |
|                                           |              |                                                                           |

## Argumento
La ópera narra la historia de Magnus de las Orcadas, quien se convirtió en un santo y mártir cristiano. Las nueve escenas se titulan: 1.La batalla del estrecho de Menai; 2.Las tentaciones de Magnus; 3.La maldición de la ciega María; 4.El parlamento de paz; 5.El viaje de Magnus a la isla de Egilsay; 6.El conde Hakon trama asesinar a Magnus; 7.Los reporteros; 8.El sacrificio; 9.El milagro.